# Dřípatka alpská
Dřípatka alpská (Soldanella alpina) je drobná bylina z rodu dřípatka (Soldanella), která byla v Německu vybrána rostlinou roku 2004. Je známa též jako Soldanella occidentalis, Soldanella pyrolifolia, lidově se nazývá alpský, trpasličí nebo horský střapec.

## Výskyt
Dřípatka alpská se vyskytuje v Alpách, horách jižní a střední Evropy (Apeniny, Kalabrijské hory, Pyreneje, balkánská pohoří, Francouzské středohoří, Jura, Dinaridy). Ráda roste na skalnatých svazích hor, vyhovuje jí vápenitý podklad, polostín a suchý zimní režim.

## Ekologie
Dřípatky rostou v nadmořských výškách od 500 m n. m. do cca 3100 m n. m. Dřípatka alpská patří mezi oreofyty a je endemitem Alp, Pyrenejí a Apenin. V České republice se nevyskytuje. Roste na sněhových výležiskách, sutích a na skalách v horském stupni a zasahuje až do alpínského stupně, do výšky 2 500 m n. m.
Dřípatka alpská je nízká, vytrvalá, stálezelená bylina, kvete od dubna do června. Přesný termín nelze určit, je závislý na stanovišti a podnebí v dané oblasti.
Je zákonem chráněným druhem rostlin v Rakousku, Německu, Švýcarsku a v Itálii.

## Popis
Vytrvalá bylina, dorůstá do výšky 5 cm až 10 cm (někdy až 15 cm). Listy jsou drobné, řapíkaté, uspořádány v přízemní růžici, nejčastěji srdčitého, okrouhlého až ledvinitého tvaru, tmavě zelené barvy, až 3,5 cm široké. Mají výraznou žilnatinu. Květy vyrůstají po jednom až třech (někdy až čtyřech) na stvolu, který vyrůstá z krátkého oddenku. Jsou rozděleny na malý kalich a zvonkovitou nebo až nálevkovitou korunu, která je nící či rozestálá, v průměru 8 mm až 13 mm, do poloviny je prostříhána, barvy modrofialové. Květ je oboupohlavný, tyčinky jsou krátké, pestík má čnělku delší než je koruna. Plodem je tobolka. Rozmnožuje se semeny, která rozšiřuje vítr.

## Galerie

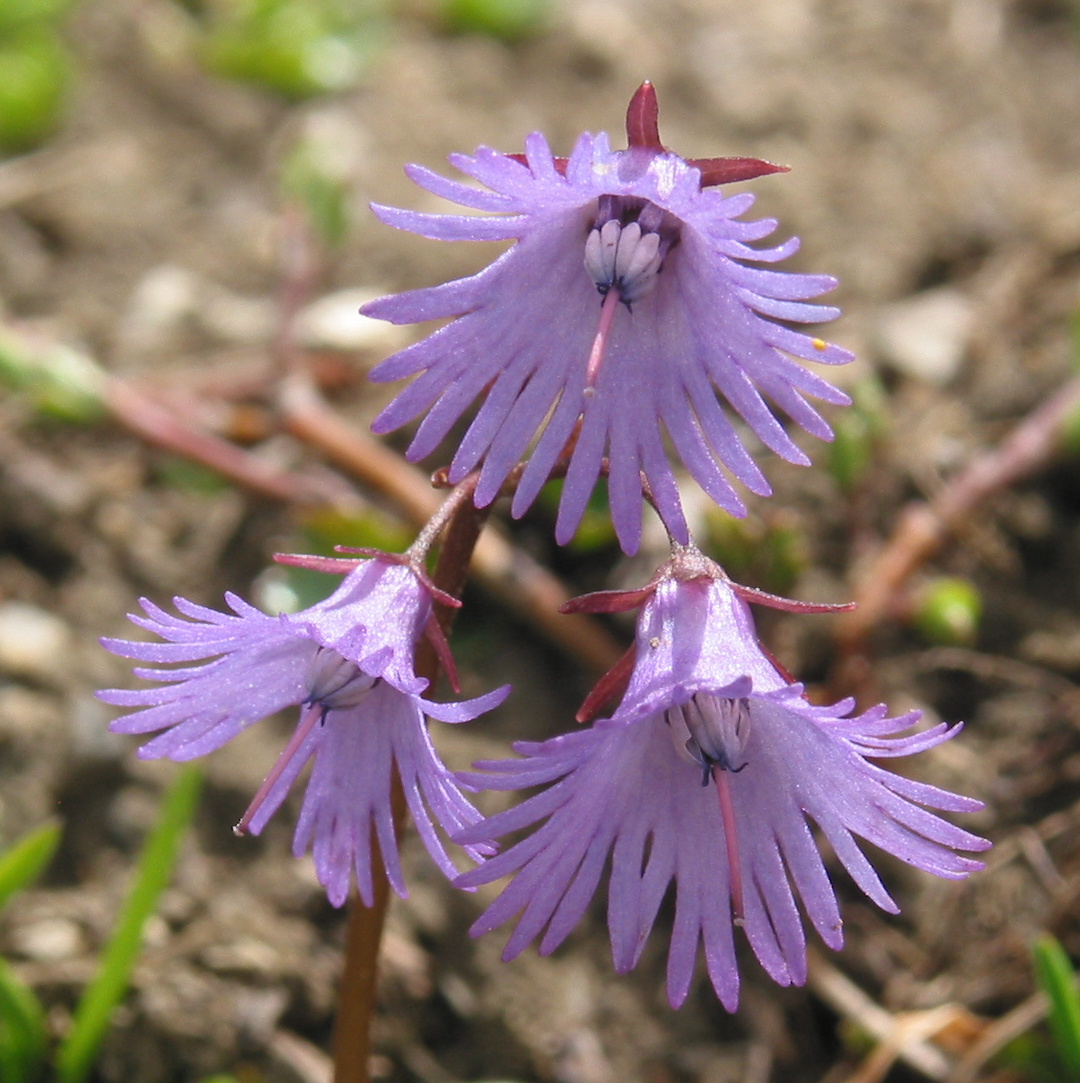
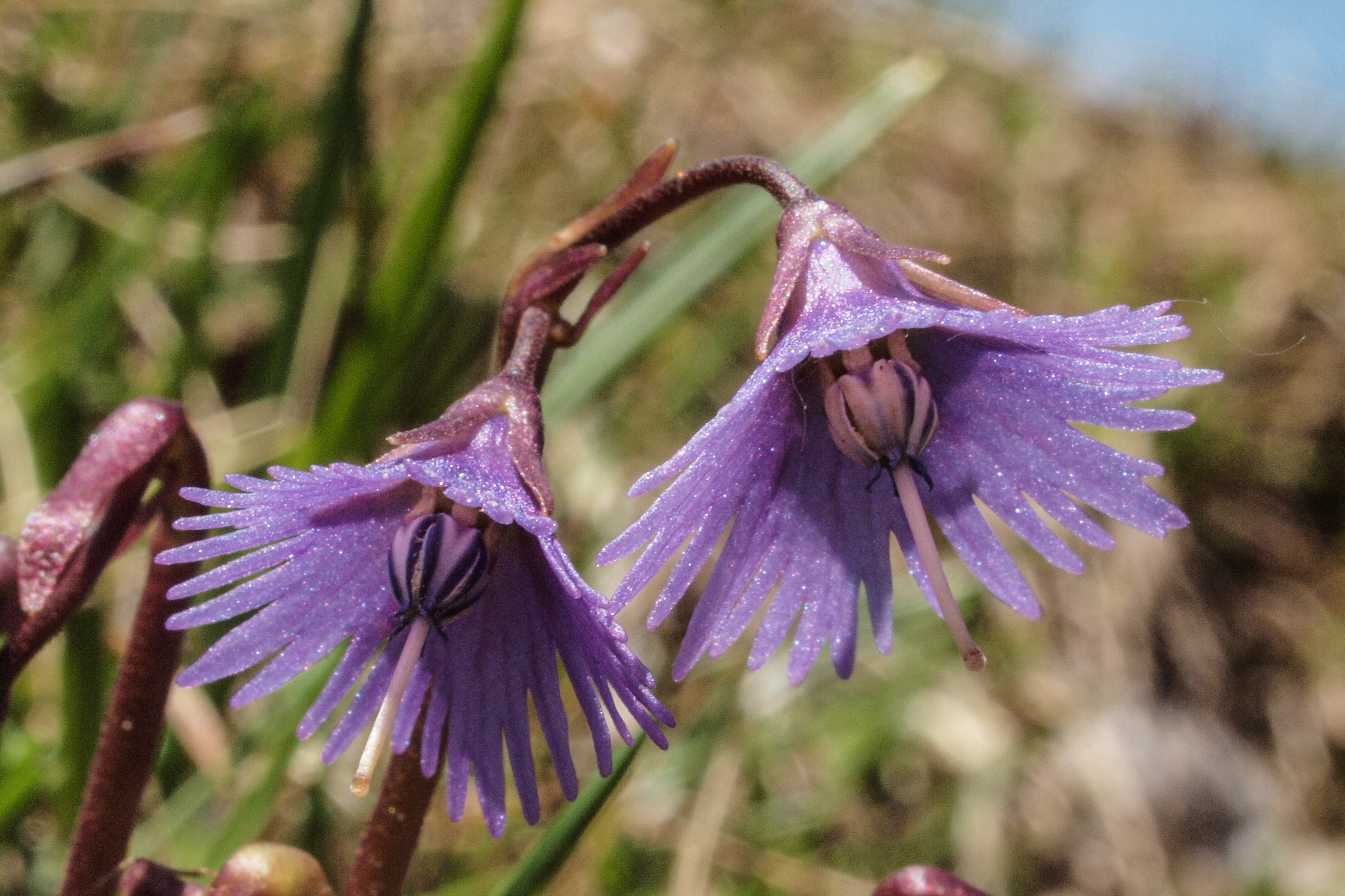
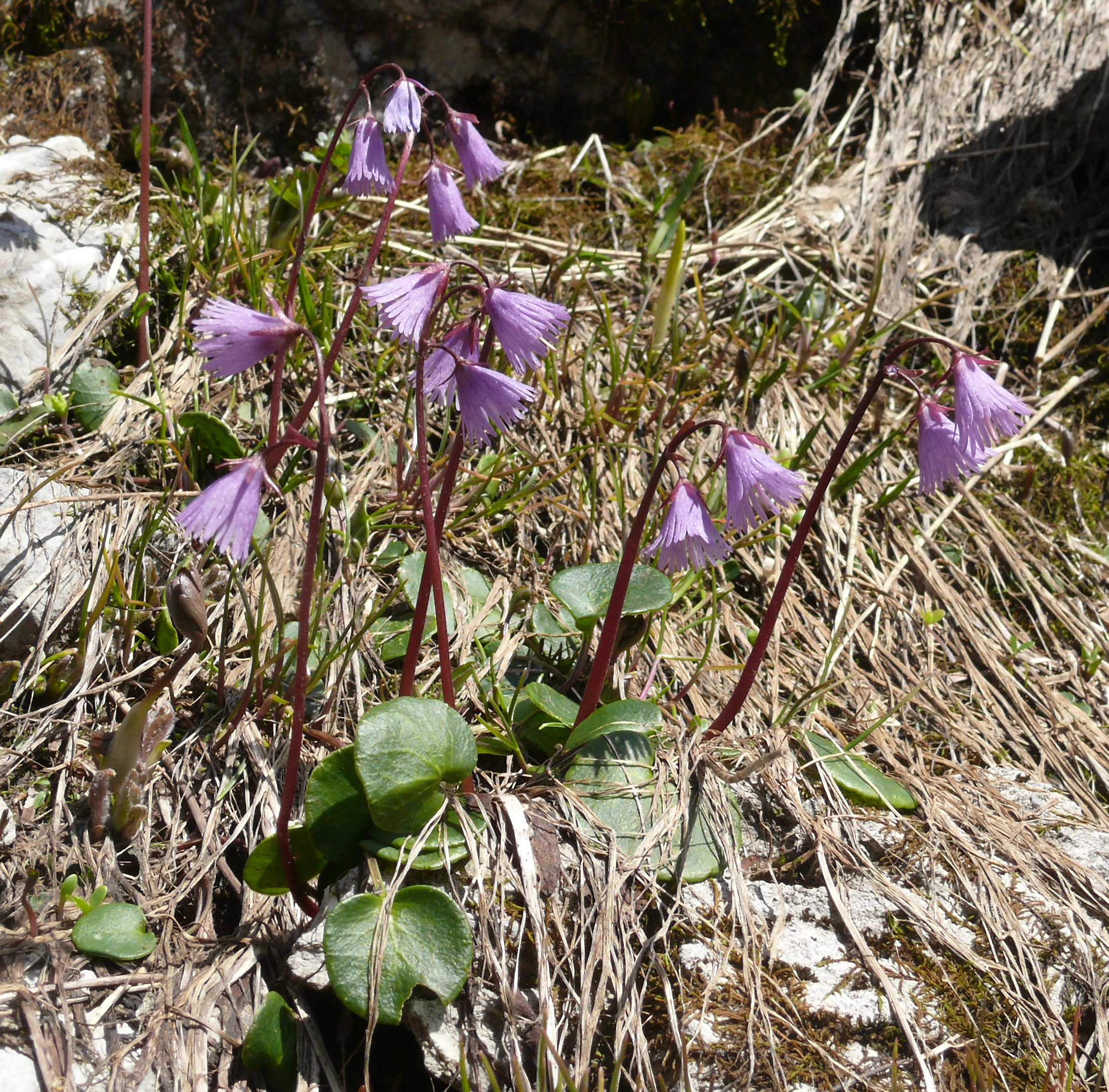
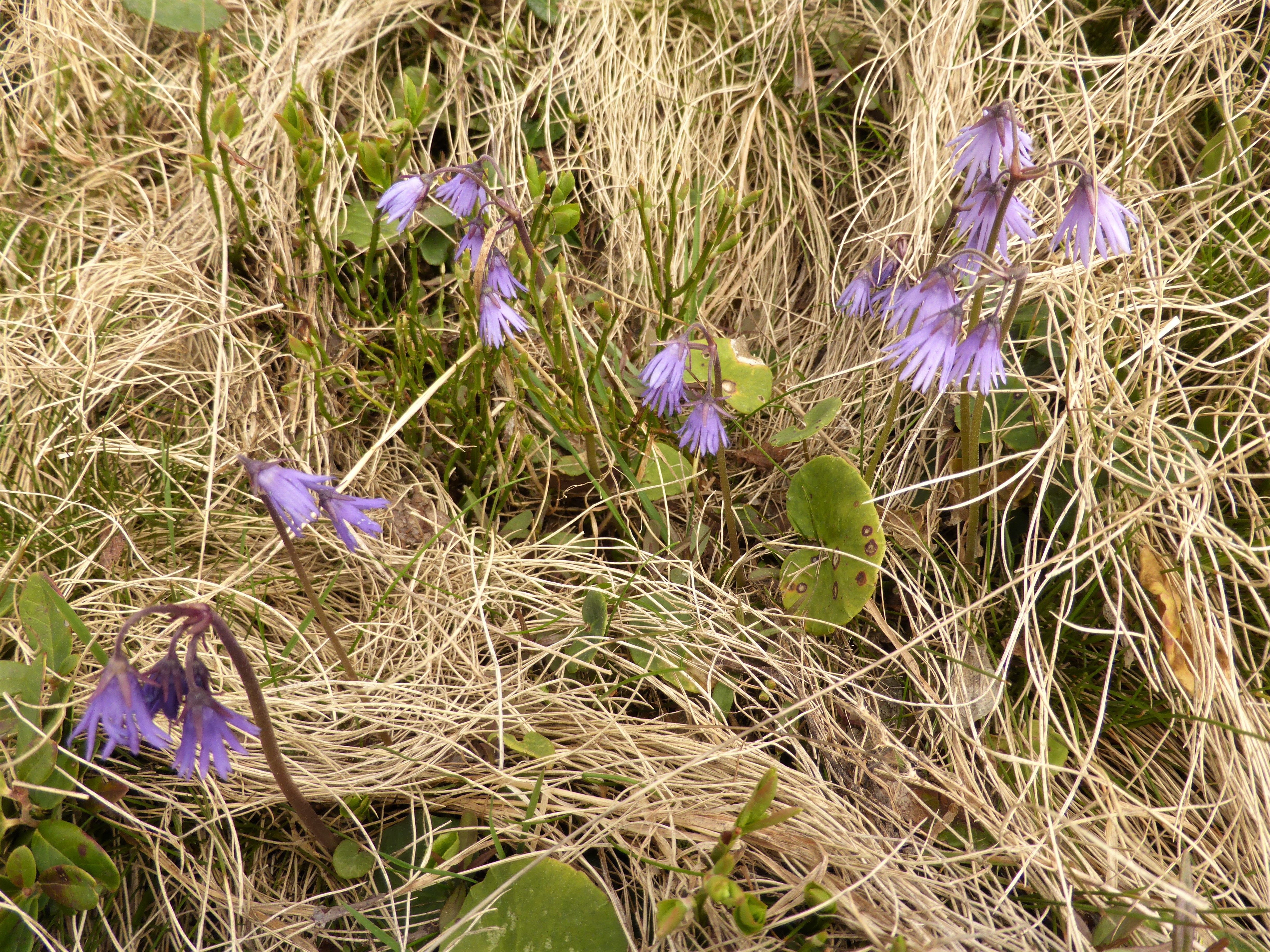